# Alcis eutethis
Alcis eutethis är en fjärilsart som beskrevs av Eugen Wehrli 1943. Alcis eutethis ingår i släktet Alcis och familjen mätare. Inga underarter finns listade i Catalogue of Life.